# Báo Đáp
Báo Đáp là một xã thuộc huyện Trấn Yên, tỉnh Yên Bái, Việt Nam.

## Địa lý
Xã Báo Đáp có diện tích 14,33 km², dân số năm 2023 là 5.278 người, mật độ dân số đạt 369 người/km².

## Hành chính
Xã Báo Đáp được chia thành 12 thôn: Đình Xây, Đồng Bưởi, Đồng Ghềnh, Đồng Gianh, Đồng Sâm, Đồng Trạng, Làng Gặt, Làng Qua, Ngòi Hóp, Nhân Nghĩa, Phố Hóp, Tân Long.

## Lịch sử
Ngày 8 tháng 4 năm 2024, UBND tỉnh Yên Bái ban hành Quyết định số 596/QĐ-UBND về việc công nhận xã Báo Đáp đạt tiêu chí đô thị loại V.